# Trijueque
Trijueque – gmina w Hiszpanii, w prowincji Guadalajara, w Kastylii-La Mancha, o powierzchni 35,63 km². W 2011 roku gmina liczyła 1387 mieszkańców.